# Sköndalsskolan

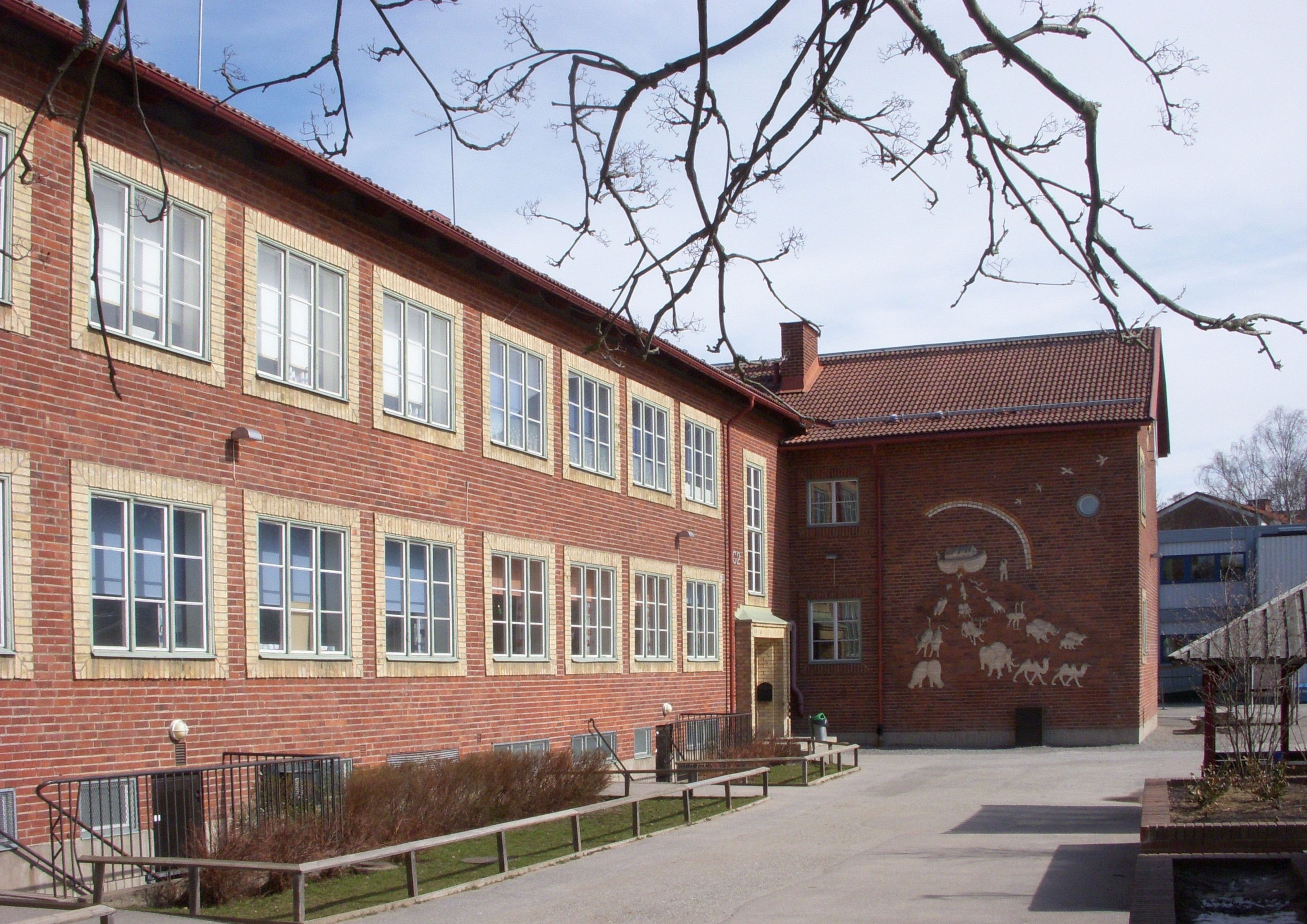
Sköndalsskolan i april 2012

Sköndalsskolan är en kommunal grundskola vid Perstorpsvägen 75 i stadsdelen Sköndal i södra Stockholm. Byggnaden ritades som låg- och mellanstadieskola av arkitekt Cyrillus Johansson och invigdes 1953. Enligt Riksantikvarieämbetet har skolbyggnaden ett högt arkitektoniskt värde med för tiden ovanlig formgivning och många intressanta byggnadsdetaljer. Fastigheten är grönmärkt av Stadsmuseet i Stockholm vilket innebär "särskilt värdefull från historisk, kulturhistorisk, miljömässig eller konstnärlig synpunkt".
Med fasadreliefen "Noaks ark" av konstnären Allan Wallberg har anläggningen även ett konstnärligt värde. Inom området finns två senare tillkomna huskroppar från 2000-talet; ett fritidshem samt "Sköndalshallen".

## Historik

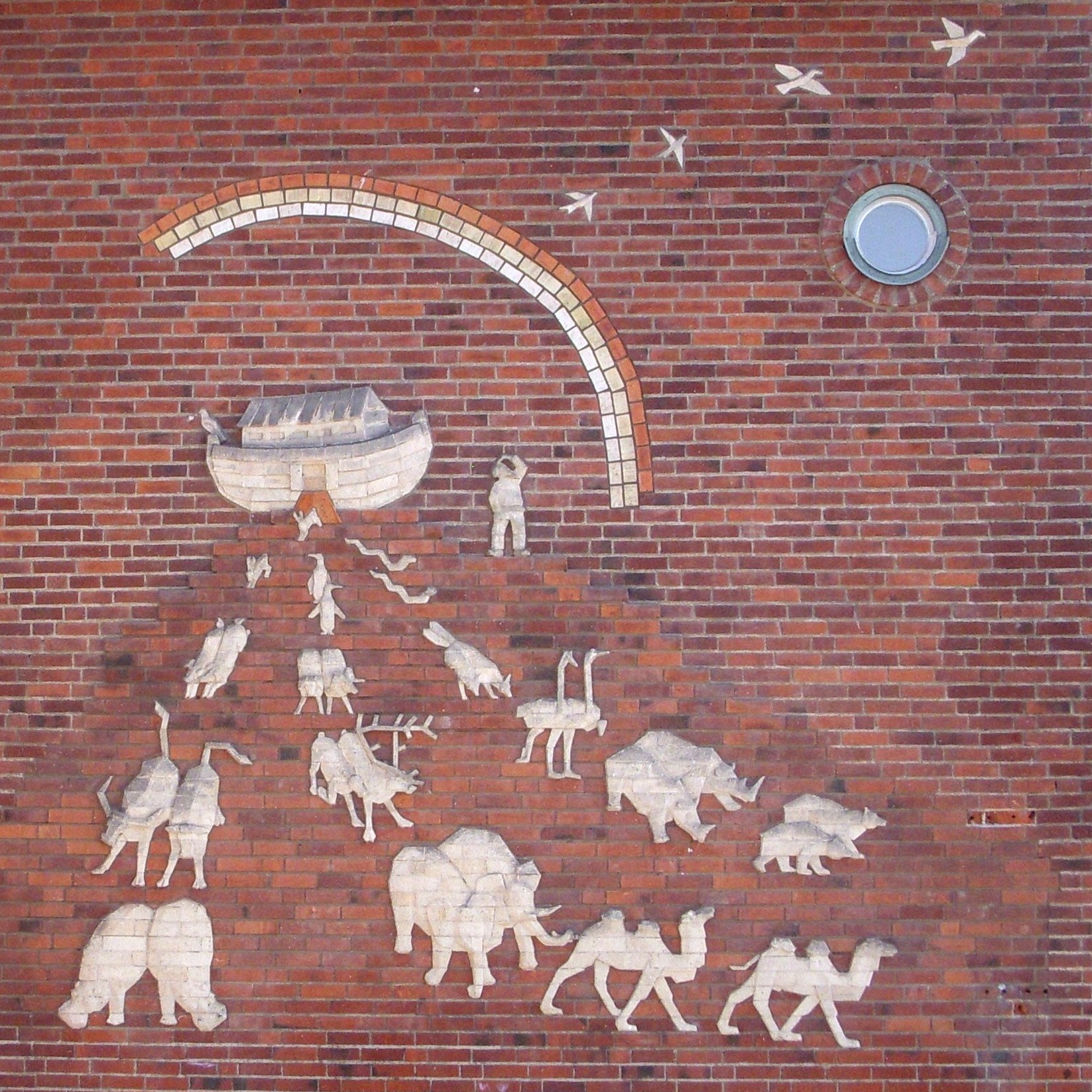
Noas ark av Allan Wallberg

När området öster om Perstorpsvägen stadsplanerades 1950 avsattes även en större tomt i kvarteret Bakbordet för en folkskola. Uppdraget att rita skolan gick till den renommerade arkitekten Cyrillus Johansson. Han uppdelade skolbyggnaden i tre hophängande byggnadsvolymer med två respektive tre våningar innehållande expedition, lärarrum, bibliotek, lärosalar och matsal. 
Lågstadieflygeln längs Perstorpsvägen består av dels en tvåvåningslänga samt en tvärstående enplansbyggnad. Mellanstadiets klassrum ligger i en tvåvåningsbyggnad utmed Bagarfruvägen. I en fristående byggnad fanns vaktmästarbostaden. Byggnaderna omsluter skolgården på tre sidor som nås via en portik från Perstorpsvägen.  Skolan byggdes för drygt 300 elever med 21 klasser i årskurserna 1-6 och uppfördes åren 1952-1953. För närvarande (2012) genomgår byggnaden en renovering och upprustning.
Fasaderna gestaltades i rött tegel med detaljer som fönster- och dörromfattningar i gult tegel. Huvudentrén markeras genom omfattning i gult tegel med mönsterlagda tegelblommor. Fasaden mot Perstorpsvägen smyckades med lekfulla tegelmotiv. Här syns bland annat  en segelbåt, en häxa, en julbock, en hopprep hoppande flicka och en kort dikt: "a b c - 1953". På huvudbyggnaden finns reliefen "Noas ark" av konstnären Allan Wallberg. Enligt Riksantikvarieämbetet utgör skolan en särskilt värdefull byggnad från historisk, kulturhistorisk, miljömässig eller konstnärlig synpunkt.

## Fasadutsmyckningar

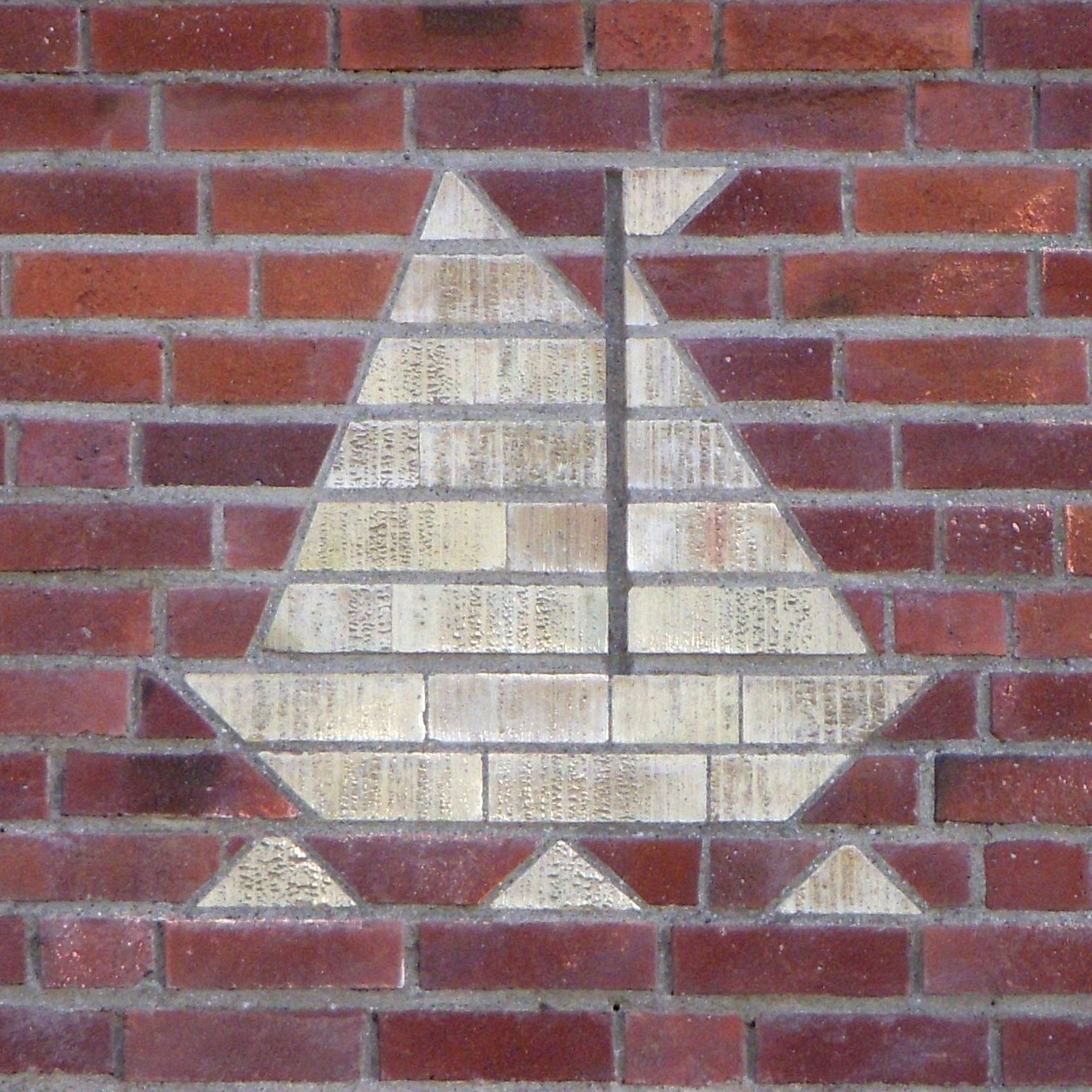
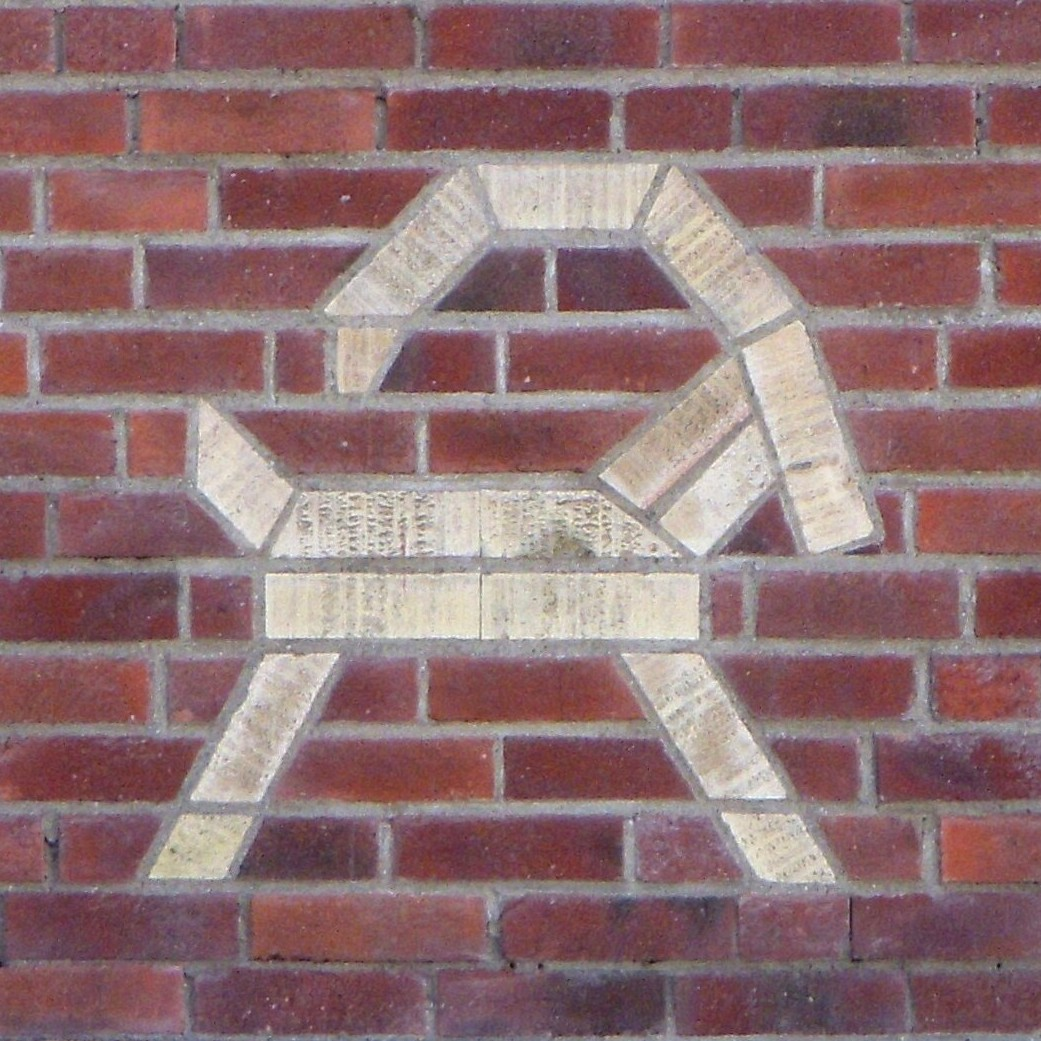
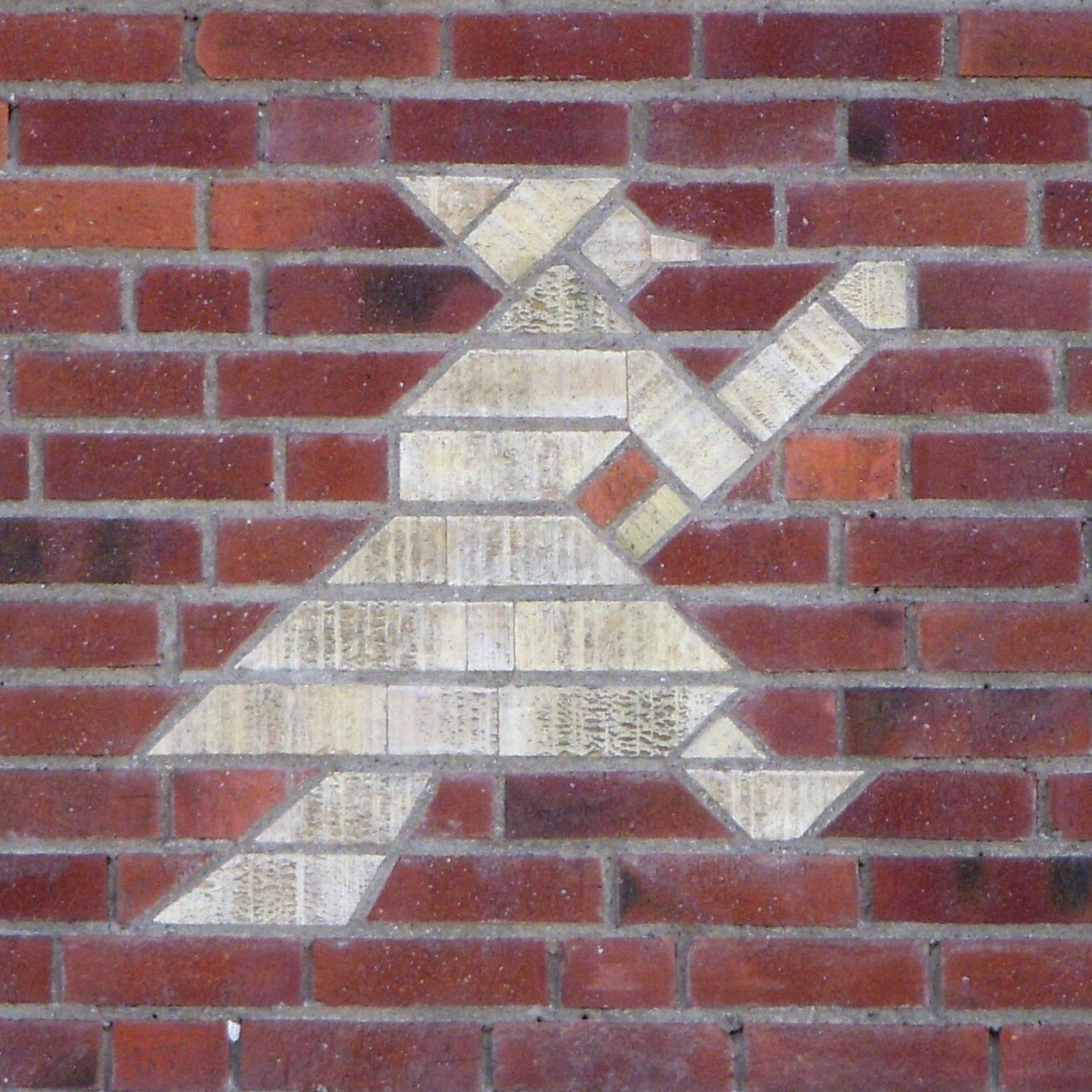
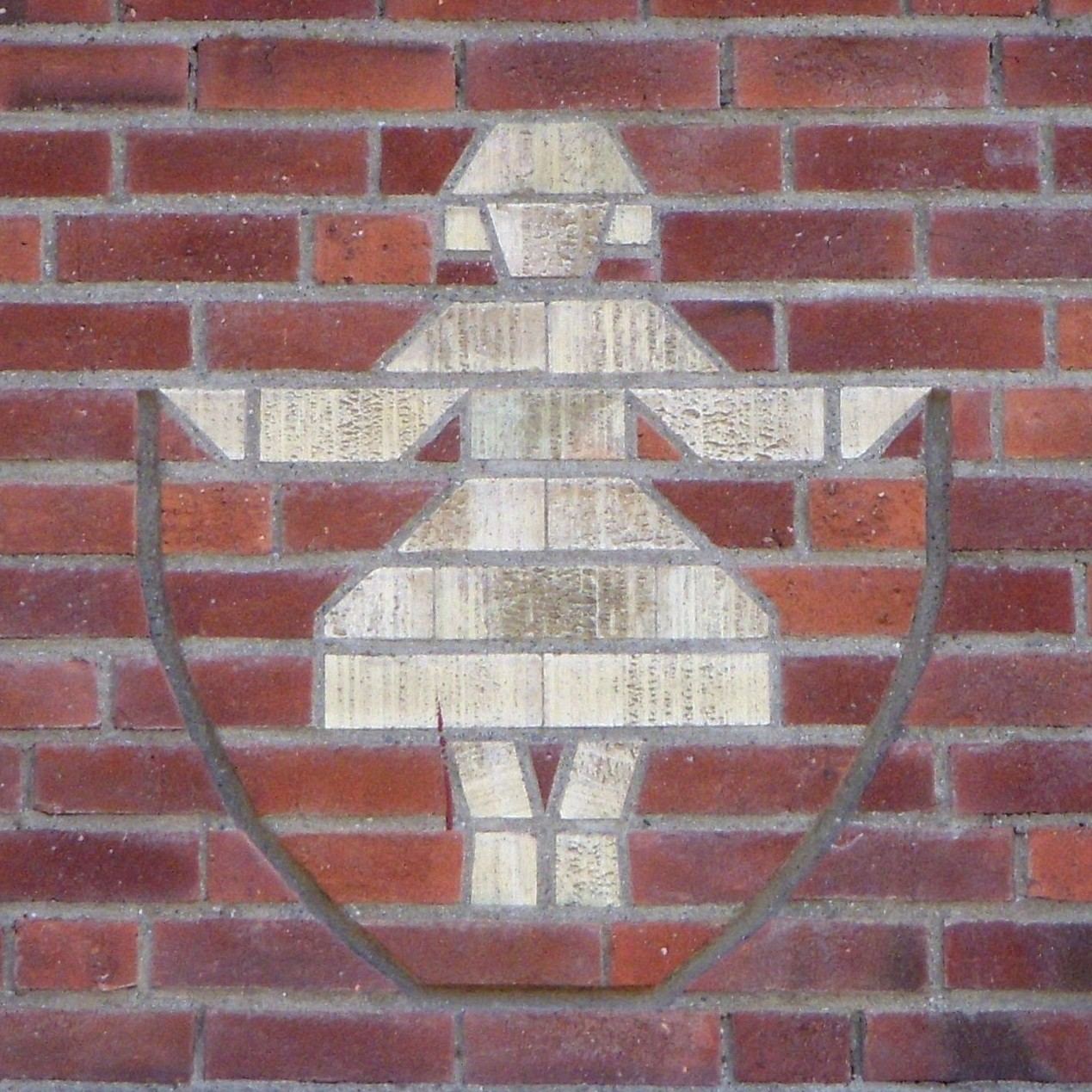
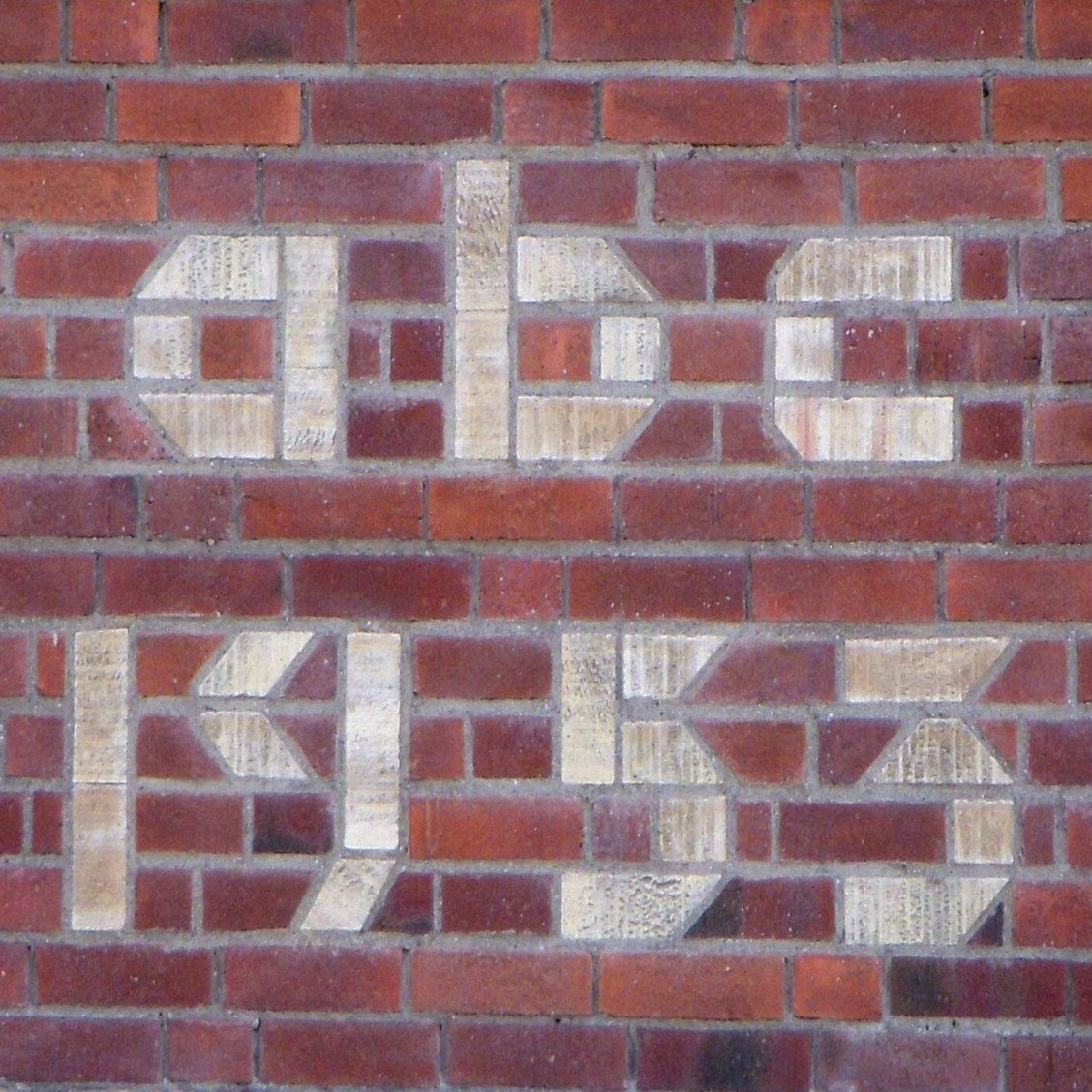